# Herrarnas tvåa med styrman i rodd vid olympiska sommarspelen 1992
Herrarnas tvåa med styrman i rodd vid olympiska sommarspelen 1992 avgjordes mellan den 28 juli och 2 augusti 1992.

## Medaljörer
| Gren             | Guld                                                            | Silver                                                                   | Brons                                                              |
| Tvåa med styrman | Storbritannien Garry Herbert (styrman) Greg Searle Jonny Searle | Italien Giuseppe Di Capua (styrman) Carmine Abbagnale Giuseppe Abbagnale | Rumänien Dumitru Răducanu (styrman) Dimitrie Popescu Nicolaie Taga |

## Resultat

### A-final
| Placering | Roddare                                                     | Land       | Tid     |
| --------- | ----------------------------------------------------------- | ---------- | ------- |
| 1         | Garry Herbert, Greg Searle och Jonny Searle                 | Australien | 6:49,83 |
| 2         | Giuseppe Di Capua, Carmine Abbagnale och Giuseppe Abbagnale | Österrike  | 6:50,98 |
| 3         | Dumitru Răducanu, Dimitrie Popescu och Nicolaie Taga        | Rumänien   | 6:51,58 |
| 4         | Thomas Woddow, Michael Peter och Peter Thiede               | Tyskland   | 6:56,98 |
| 5         | Ismael Carbonell, Arnaldo Rodríguez och Roberto Ojeda       | Kuba       | 6:58,26 |
| 6         | Patrick Berthou, Laurent Lacasa och Emmanuel Bunoz          | Frankrike  | 7:03,01 |